# Rațiune suficientă
Rațiunea suficientă este principiul fundamental al gândirii, alături de principiile identității, noncontradicției și terțului exclus. Se formulează astfel: „Orice enunț are un temei”.
Principiul rațiunii suficiente își manifestă acțiunea prin cerința ca orice afirmație sau negație, pentru a fi acceptată, trebuie să fie dovedită, adică să i se arate temeiul. Legea a fost utilizată încă de Aristotel, dar primul care i-a dat o formulare explicită a fost Leibniz. Rațiunea (temeiul) admite doar următoarele variante:
1. rațiune suficientă dar nu și necesară;
2. rațiune suficientă dar și necesară;
3. rațiune necesară dar nu și suficientă;
4. rațiune nici necesară și nici suficientă.
NB: Doar primele două temeiuri pot asigura deducerea validă a unei concluzii! 
Exemple pentru fiecare tip de rațiune (temei):
1. Dacă am 21 ani, atunci sunt o persoană majoră. (E suficient să am 21 ani ca să pot deduce (valid) că sunt o persoană majoră. Nu este necesar să am această vârstă. Pot avea și 19 ani.
2. Dacă triunghiul ABC are toate laturile egale, înseamnă că triunghiul ABC este echilateral. (E suficient ca triunghiul în cauză să aibă toate laturile egale pentru a fi echilateral dar, este și necesar!)
3. Dacă am permis de conducere, pot șofa pe orice autostradă ca un profesionist.(E necesar să ai permis de conducere ca să poți șofa pe autostrăzi dar, nu e suficient pentru a face asta profesionist!)
4. Dacă sunt meloman, planeta Terra va continua să se învârtă în jurul Soarelui. (Nu este nici necesar și nici suficient ca eu să fiu meloman pentru ca planeta Terra să continue a se învârti în jurul Soarelui!)
Forma logica pentru care se aplică acest principiu se numește raționament, argument sau inferență! 